# Джамал Салім
Джамал Салім (англ. Jamal Salim, нар. 27 травня 1995) — угандійський футболіст, воротар південнофриканського клубу «Ричардс-Бей» та національної збірної Уганди.
Виступав також за клуби «Аль-Меррейх» та «Аль-Хіляль» (Омдурман).

## Клубна кар'єра
У дорослому футболі дебютував 2011 року виступами за команду «Експресс», у якій провів один сезон. 
Протягом 2012—2014 років захищав кольори клубу «Кампала Сіті Каунсіл».
Своєю грою за останню команду привернув увагу представників тренерського штабу клубу «Аль-Меррейх», до складу якого приєднався 2014 року. Відіграв за команду з Омдурмана наступні чотири сезони своєї ігрової кар'єри.
У 2018 році уклав контракт з клубом «Аль-Хіляль» (Омдурман), у складі якого провів наступні три роки своєї кар'єри гравця. 
Протягом 2021—2022 років захищав кольори клубу «Преторія Калльєс».
До складу клубу «Ричардс-Бей» приєднався 2022 року. Станом на 2 серпня 2024 року відіграв за команду з Ричардс-Бей 53 матчі в національному чемпіонаті.

## Виступи за збірну
У 2012 році дебютував в офіційних матчах у складі національної збірної Уганди.
У складі збірної був учасником Кубка африканських націй 2017 року у Габоні, Кубка африканських націй 2019 року в Єгипті.
| Дата       | Місто        | Господарі                        | Результат | Гості    | Турнір                                  | Голи | Примітки |
| ---------- | ------------ | -------------------------------- | --------- | -------- | --------------------------------------- | ---- | -------- |
| 10-7-2012  | Джуба        | Південний Судан                  | 2 – 2     | Уганда   | товариський матч                        | -2   |          |
| 9-11-2014  | Кампала      | Уганда                           | 3 – 0     | Ефіопія  | товариський матч                        | -    | 45'      |
| 4-1-2017   | Туніс        | Туніс                            | 2 – 0     | Уганда   | товариський матч                        | -1   | 45'      |
| 30-5-2018  | Ніамей       | Центральноафриканська Республіка | 1 – 0     | Уганда   | товариський матч                        | -1   |          |
| 20-11-2018 | Асаба        | Нігерія                          | 0 – 0     | Уганда   | товариський матч                        | -    |          |
| 24-3-2023  | Ісмаїлія     | Уганда                           | 0 – 1     | Танзанія | Відбір до Кубка африканських націй 2023 | -1   |          |
| 28-3-2023  | Дар-ес-Салам | Танзанія                         | 0 – 1     | Уганда   | Відбір до Кубка африканських націй 2023 | -    |          |
| 18-6-2023  | Дуала        | Уганда                           | 1 – 2     | Алжир    | Відбір до Кубка африканських націй 2023 | -2   |          |
| Усього     |              | Матчів                           | 8         |          | Голів                                   | -7   |          |